# Vicei Zsolt
Vicei Zsolt (névváltozata: Viczei; Zenta, 1971. április 11. –) magyar színművész, rendező.

## Életpályája
1971-ben született a vajdasági Zentán. A 80-as években Urbán Andrással létrehozta az AIOWA színházi formációt. 1988-1992 között vendégként, 1992-1994 között tagként játszott a Szabadkai Népszínházban. Az újvidéki színművészeti akadémián tanult, amelyet 1991-ben elhagyott. 1991-1992 között a Gór Nagy Mária Színitanoda tanulója volt, ahol tanára volt: Mensáros László, Balkay Géza és Cserhalmi György. 1994-ben költözött végleg Magyarországra, további két évig dolgozott még az AIOWA formációval. 1996-tól volt tagja a Pont(y) Műhelynek. Később a nyíregyházi Móricz Zsigmond Színház tagja lett. 2017-től a Szegedi Nemzeti Színház színésze.
Felesége Éry-Kovács Zsanna.

## Fontosabb színházi szerepei
- Térey János - Papp András: KAZAMATÁK (Gyurica Gergely, tizedes) - 2017/2018
- Bohumil Hrabal: TÚLSÁGOSAN ZAJOS MAGÁNY (Šmoranc költő, Úttörő) - 2015/2016
- Friedrich Dürrenmatt: A NAGY ROMULUS (Spurius Titus Mamma, a lovasság prefektusa) - 2015/2016
- Ljudmila Ulickaja: OROSZ LEKVÁR (Szemjon, az Aranykezű, egyszerű ember) - 2014/2015
- Móricz Zsigmond - Gyökössy Zsolt: PILLANGÓ (Tóby Jenő) - 2014/2015
- Heinrich von Kleist: TŰZPRÓBA AVAGY A HEILBRONNI KATICA (A császár) - 2014/2015
- Marius von Mayenburg: MÁRTÍROK (Willy Baltzer, igazgató) - 2014/2015
- Max Frisch: BIEDERMANN ÉS A GYÚJTOGATÓK (Eisenring, pincér, Majomember) - 2013/2014
- William Shakespeare: CORIOLANUS (Tullus Aufidius, volszk vezér) - 2013/2014
- Lőrinczy Attila: BALTA A FEJBE (Buci, Richárd barátja) - 2013/2014
- Friedrich Dürrenmatt: JÁNOS KIRÁLY (II. Fülöp, Franciaország királya) - 2013/2014
- TŰZOLTÓ LESZEK S KATONA! (Szereplő) - 2013/2014
- Zalán Tibor: RETTENTŐ GÖRÖG VITÉZ (Mínótaurosz, bikafejű, emberevő szörny, Aigeusz, Thészeusz atyja) - 2012/2013
- Heinrich von Kleist: AZ ELTÖRT KORSÓ (Sugár, irnok) - 2012/2013
- Carlo Goldoni: A HAZUG (Leilo Bisognosi) - 2011/2012
- Szophoklész: ANTIGONÉ (Teiresziász) - 2011/2012
- Tasnádi István: KOKAINFUTÁR (Apa) - 2011/2012
- Weöres Sándor: PSYCHÉ (Szereplő) - 2010/2011
- Thornton Wilder: HÁT AKKOR ITT FOGUNK ÉLNI (Szereplő) - 2009/2010
- A KONYHA (Szereplő, Szereplő) - 2009/2010
- Vinnai András - Bodó Viktor: FOTEL (Szereplő) - 2007/2008
- CSALÁD (Szereplők) - 2003/2004

## Filmes és televíziós szerepei
- Valaki kopog (2000)
- Moszkva tér (2001)
- Apám beájulna (2003)
- S.O.S szerelem! (2007)
- 9 és 1/2 randi (2008)
- Presszó (2008)
- Die Hard - Drágább, mint az életed (2013)
- Borgiák (2013)
- Drakula (2013)
- Hacktion: Újratöltve (2013)
- Jóban Rosszban (2016)
- Tömény történelem (2016-2017)
- Oltári csajok (2017)
- Vörös veréb (2018)
- Homeland: A belső ellenség (2018)
- 200 első randi (2018–2019)
- Bogaras szülők (2018)
- Jófiúk (2019)
- Bátrak földje (2020)
- Drága örökösök (2020)
- Doktor Balaton (2020–2021)
- Blokád (2022)
- Apatigris (2023)
- Brigi és Brúnó (2023)
- A renitens (2024)